# VEBA
VEBA (Vereinigte Elektrizitäts- und Bergwerks AG) var en statlig tysk energikoncern.
2000 slogs VEBA och VIAG ihop och bildade E.ON. Den förestående sammanslagningen offentliggjordes 27 september 1999.